# Rifugio lupi di Toscana
Il rifugio lupi di Toscana (nome completo: rifugio brigata lupi di Toscana) è un rifugio situato nel comune di Prezzo, in provincia di Trento nel gruppo dell'Adamello, a  1175 m s.l.m.

## Accessi
Il rifugio è accessibile da Prezzo oppure da Castel Condino.